# Parque de los Campos de Batalla

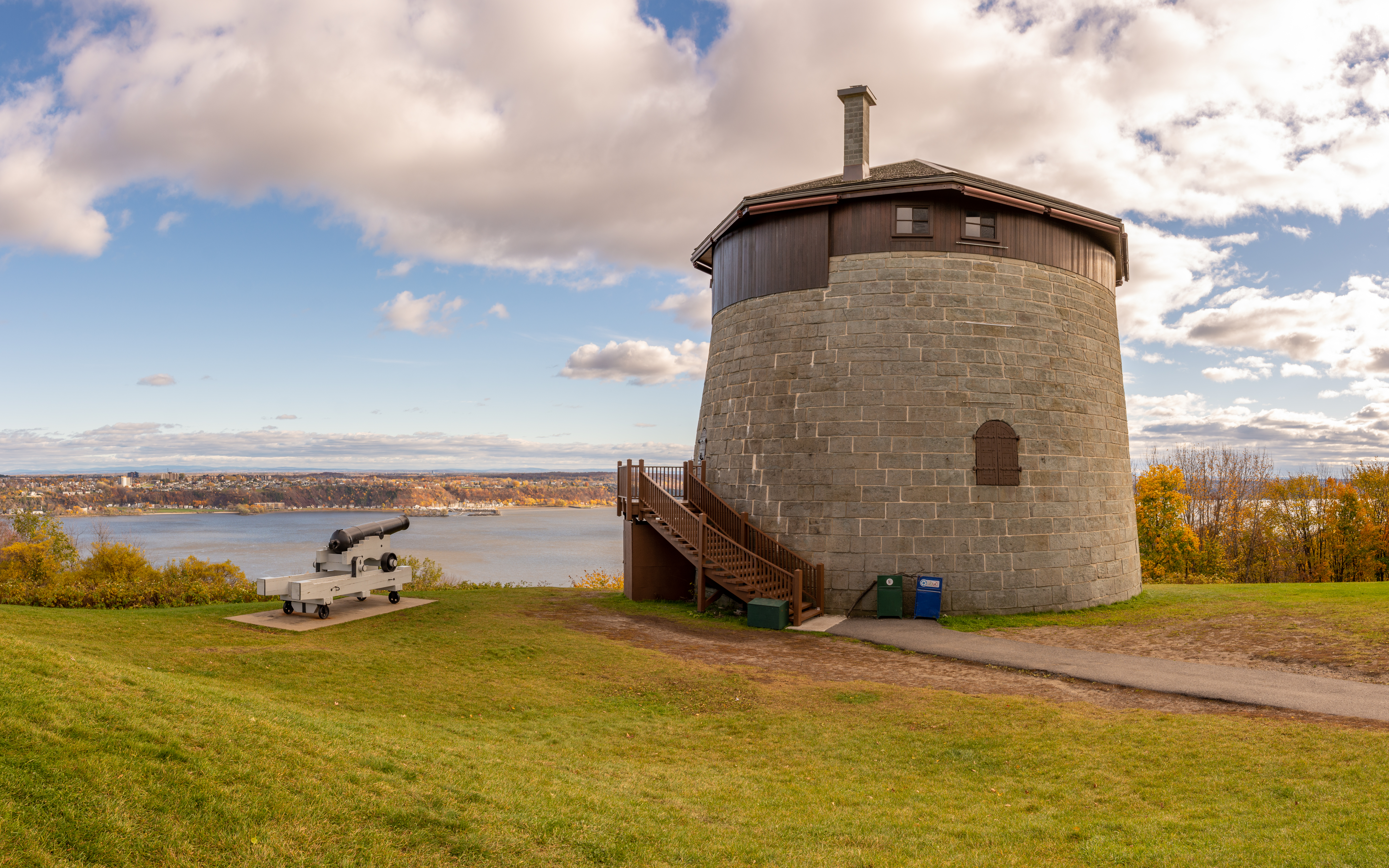
Una de las torres Martello en las Llanuras de Abraham.

El Parque de los Campos de Batalla (en francés Parc des Champs-de-Bataille, en inglés The Battlefields Park) es uno de los pocos parques urbanos de Canadá. Se encuentra en la Ciudad de Quebec e incluye las Llanuras de Abraham y Des Braves Park. Su importancia radica en que en el lugar se libró la batalla de las Llanuras de Abraham, con el resultado de la victoria británica sobre los franceses y que decidió el fututo del Canadá. Fue creado como parque el 17 de marzo de 1908 y cuenta con un centro de interpretación y caminos en su interior para pasear. A veces es usado para celebrar conciertos al aire libre, especialmente durante la fiesta nacional de Quebec. El parque contiene una colección de unas 50 piezas históricas de artillería diseminadas por los jardines. Está administrado por el National Battlefields Commission, una agencia del gobierno federal a cargo del Ministerio de Patrimonio de Canadá, cuyos miembros son nombrados por el Consejo Privado de la Reina para Canadá, Ontario y Quebec.

## Torres Martello

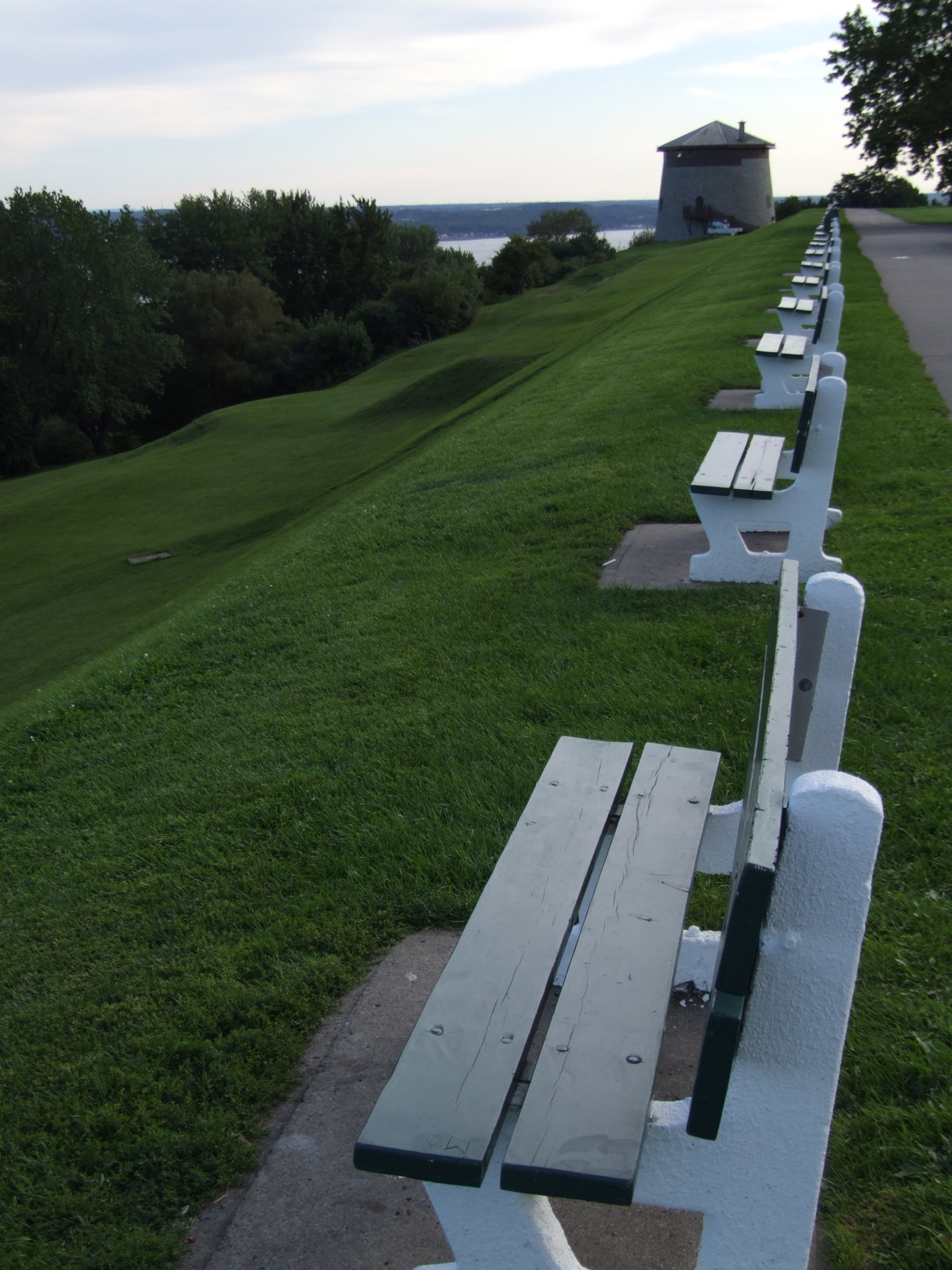
Vista de asientos en el parque y una torre Martello al fondo.

Las cuatro Torres Martello, o simplemente Martellos, fueron construidas por los británicos para impedir que los estadounidenses pudieran acercarse lo suficiente a las murallas de Quebec como para poder asaltar la ciudad. La construcción de las torres empezó en 1808 y terminó en 1812; fueron construidas por James Henry Craig. Las torres se dispusieron de forma que cada una de ellas es defendida por las otras. Las torres no recibieron nombres, sino que fueron numeradas. La forma circular y las pocas aberturas de las torres fueron diseñados para impedir que el fuego enemigo les abriera alguna brecha.
Las puertas se encuentran a una altura dos veces y media la altura media de una persona -unos 4,5 metros- y sólo pueden ser alcanzadas mediante una escalera de mano. Las torres nunca vieron un combate y quedaron obsoletas en los años 1860.
La Torre Martello 1, una de las tres torres que quedan en pie, está abierta al público, que puede visitar sus tres plantas y en la que se trata el tema de la ingeniería militar.
Originalmente, las torres fueron equipadas con suelos no permanentes y que era peligroso retirar, llegando a morir un hombre durante una de estas operaciones. Finalmente, los suelos fueron sustituidos por unos suelos permanentes imitando a los anteriores.